# Эдвиж, Беатрис
Беатрис Эдвиж (фр. Béatrice Edwige; род. 3 октября 1988, Париж) — французская гандболистка, играет на позиции линейного. Игрок национальной сборной Франции с 2013 года. Чемпионка мира и Европы, Олимпийская чемпионка 2021 года. Игрок гандбольного клуба «Ростов-Дон».

## Спортивная карьера
Профессиональную карьеру Беатрис начинала во французском клубе «Сель-сюр-Бель», затем перешла в «Дижон», где отыграла пять лет. В 2013 году дебютировала в основной команде сборной Франции. А по итогам сезона 2014/2015 была признана лучшей защитницей чемпионата Франции. Завоевала серебро в составе сборной Франции на Олимпийских играх 2016 года, стала чемпионкой мира-2017 и победителем Евро-2018. В сезоне 2018/2019 девушка помогла «Мецу» впервые в истории клуба выйти в полуфинал Лиги чемпионов, выиграть чемпионат страны и Кубок Франции.
Пополнила состав клуба «Ростов-Дон» в сезоне-2021/22, с которым стала обладателем Суперкубка России-2021.

### В сборной
Олимпийские игры
- 2-е место на Олимпийских играх 2016

Чемпионат мира
- 1-е место на Чемпионате мира 2017
- 1-е место на Чемпионате мира 2021

Чемпионат Европы
- 2-е место на Чемпионате Европы 2020
- 1-е место на Чемпионате Европы 2018
- 3-е место на Чемпионате Европы 2016

## Награды
- кавалер Национального ордена за заслуги